# Scaphytopius rubranotus
Scaphytopius rubranotus är en insektsart som beskrevs av Delong 1944. Scaphytopius rubranotus ingår i släktet Scaphytopius och familjen dvärgstritar. Inga underarter finns listade i Catalogue of Life.